# Rauma (Verwaltungsgemeinschaft)

Lage von Rauma

Die Verwaltungsgemeinschaft Rauma (finnisch Rauman seutukunta) ist eine von drei Verwaltungsgemeinschaften (seutukunta) der finnischen Landschaft Satakunta. Insgesamt leben in dem Gebiet 66.907 Menschen (Stand 2006).
Neben der namensgebenden Stadt Rauma gehören zu der Verwaltungsgemeinschaft die folgenden drei Städte und Gemeinden:
- Eura
- Eurajoki
- Säkylä

Die Gemeinde Kodisjoki wurde am 1. Januar 2007 in Rauma eingemeindet, am 1. Januar 2009 die Gemeinde Lappi.
Die Gemeinde Kiukainen wurde am 1. Januar 2009 in Eura eingemeindet.
Die Gemeinde Köyliö wurde am 1. Januar 2016 in Säkylä eingemeindet.